# Ehingen (Donau)
Ehingen város Németországban, Baden-Württemberg tartományban, a Duna bal partján.
Első írásos említése 961-ből való. 1346 és 1805 között Ausztriához tartozott, a pozsonyi béke értemében került Württemberghez. 1688-ban és 1749-ben a város nagy része tűzvészben megsemmisült.

## Testvérvárosai
- Esztergom (1992 óta)